# ۱۲ مرغابی طلایی
«۱۲ مرغابی طلایی» (انگلیسی: 12 Golden Ducks) یک فیلم کمدی و محصول هنگ کنگ است که در سال ۲۰۱۵ منتشر شد. این فیلم در هنگام سال نو چینی منتشر شد.

## داستان
چانگ که یک جوان جلف بوده هم اکنون بخاطر شکست عشقی به تایلند بازگشته و به کمک یکی از دوستان قدیمیش به سختی مشغول این است تا بر روی تناسب اندامش کار کند تا دوباره به هنگ کنگ برگشته و به حرفه محافظین امنیتی بپیوندد که…